# Ocean Vương
Ocean Vương (tên tiếng Việt: Vương Quốc Vinh; sinh ngày 14 tháng 10 năm 1988) là một nhà thơ, nhà tiểu luận và tiểu thuyết gia người Mỹ gốc Việt. Anh là người nhận được học bổng Ruth Lilly / Sargent Rosenberg năm 2014 từ Poetry Foundation, Giải thưởng Whites 2016 và Giải thưởng Eliot TS 2017 cho thơ của anh. Cuốn tiểu thuyết đầu tay của anh, Một thoáng ta rực rỡ ở nhân gian, được xuất bản vào năm 2019. Năm 2019, anh nhận giải MacArthur Fellowship, còn được gọi là "giải thiên tài".

## Tiểu sử
Vương sinh ra tại Thành phố Hồ Chí Minh trong một gia đình nông dân trồng lúa. Năm 1990, anh di cư đến Hartford, Connecticut, Hoa Kỳ với sáu người thân sau khi sống một năm trong trại tị nạn ở Philippines. Vương nghi rằng gia đình anh có gen di truyền chứng khó đọc và là người đầu tiên trong gia đình học đọc, khi anh mười một tuổi.
Vương tự mô tả mình được phụ nữ nuôi nấng. Mẹ anh, một người thợ làm móng, đã đặt cho anh cái tên Beach. Trong một cuộc trò chuyện với khách hàng, họ đề nghị cô sử dụng từ "đại dương" để thay thế cho "bãi biển". Sau khi biết định nghĩa của từ Ocean, một vùng nước kết nối giữa Hoa Kỳ và Việt Nam, bà đã đổi tên anh thành Ocean.
Vương là người đồng tính công khai và thực hành thiền tông.

## Nghề nghiệp
Vương nhận bằng cử nhân Văn học Anh thế kỷ XIX tại Đại học Brooklyn, thuộc Hệ thống Đại học Thành phố New York, nơi anh học với nhà thơ và tiểu thuyết gia Ben Lerner. Anh đã nhận được MFA của mình về Thơ từ Đại học New York.
Những bài thơ và bài tiểu luận của anh đã được xuất bản trên nhiều tạp chí khác nhau, bao gồm Poetry, The Nation, Tri-Quarterly, Guernica, The Rumpus, Boston Review, Narrative Magazine, New Republic, The New Yorker, và The New York Times.
Cuốn sách đầu tiên của anh, Burnings (Sibling Rivalry Press) nằm trong danh sách "Over The Rainbow" năm 2011, là danh sách những cuốn sách LGBT đáng chú ý của Hiệp hội Thư viện Hoa Kỳ. Cuốn sách thứ hai của anh, No (YesYes Books), được phát hành năm 2013. Bộ sưu tập đầy đủ đầu tay của anh, Night Sky With Exit Wounds, được phát hành bởi Copper Canyon Press vào năm 2016; kể từ tháng 4 năm đó, nhà xuất bản đã tiến hành in lần thứ hai. Cuốn tiểu thuyết đầu tiên của anh, On Earth We're Briefly Gorgeous, được xuất bản bởi Penguin Press vào ngày 4 tháng 6 năm 2019.
Hiện tại, Vương sống ở Northampton, Hampshire, Massachusetts, Hoa Kỳ và là giáo sư trong Chương trình MFA dành cho Nhà văn tại Đại học Massachusetts tại Amherst. Anh là một thành viên hiệp hội Kundiman.

## Giải thưởng và học bổng
- Học bổng Ruth Lilly / Sargent Rosenberg, 2014[23]
- Giải thưởng Pushcart, 2014[24]
- Quỹ học bổng Elizabeth George Foundation, 2013[25]
- Giải thưởng Chad Walsh, Tạp chí Thơ Beloit, 2013[26]
- Giải thưởng Stanley Kunitz dành cho các nhà thơ trẻ, 2012[27]
- Học viện của Đại học Nhà thơ Hoa Kỳ và Giải thưởng Thơ Đại học, 2010[28]
- Giải thưởng The Narrative, 2015[29]
- Giải thưởng Whites cho Thơ, 2016[30]
- Giải thưởng chuyển tiếp dành cho Thơ Thơ Giải thưởng Dennis cho bộ sưu tập đầu tiên hay nhất 2017[31]
- Giải thưởng Eliot TS, 2017[32]
- Thành viên Kundiman[22]
- MacArthur Fellowship (2019)[33]

### Tiểu thuyết
- Một thoáng ta rực rỡ ở nhân gian (Penguin Press, 2019)

### Tuyển tập
- Burnings (Sibling Rivalry Press, 2010). OCLC 1001862161
- No (YesYes Books, 2013). OCLC 878505119
- Trời đêm những vết thương xuyên thấu (Copper Canyon Press, 2016, tựa gốc: Night Sky with Exit Wounds) OCLC 1023185217

### Danh sách những bài thơ
| Title                           | Year | First published | Reprinted/collected |
| ------------------------------- | ---- | --- | ------------------- |
| Trevor                          | 2016 | Vuong, Ocean (ngày 25 tháng 3 năm 2016). "Trevor". Buzzfeed.                                                        |                     |
| Someday I'll love Ocean Vuong   | 2015 | Vuong, Ocean (ngày 4 tháng 5 năm 2015). "Someday I'll love Ocean Vuong". The New Yorker. Quyển 91 số 11. tr. 50–51. |                     |
| Scavengers                      | 2016 | Vuong, Ocean (ngày 7 tháng 11 năm 2016). "Scavengers". The New Yorker. Quyển 92 số 36. tr. 51.                      |                     |
| On Earth We're Briefly Gorgeous | 2014 | Vuong, Ocean (December 2014). Poetry Magazine. Winter 2014-2015.                                                    |                     |

### Truyền hình
- Late Night with Seth Meyers 2019[35]